# 利瓦伊·莱法伊默
利瓦伊·莱法伊默（英語：Levi Leipheimer，1973年10月24日—），美国前职业公路自行车运动员。
莱法伊默前后与兰斯·阿姆斯特朗共事5年，分别为2001-2002年的美国邮政自行车队、2009的阿斯塔纳车队和2010-2011年的RadioShack车队。2012年10月，他承认过去使用禁药，并作为证人指证兰斯·阿姆斯特朗。他最终被美國反禁藥組織（USADA）禁赛6个月，并撤銷1999年6月1日—2006年7月30日及2007年7月7日—29日的成績，同时也被东家欧米茄制药-快步车队解聘。他通过《华尔街日报》发文声明自己最近5年是清白的，并表示自己一直缄口是因为个人无法对抗整个自行车界默许的规则。
他在6个月的禁赛期结束后未能找到下家，于2013年5月退役。
莱法伊默被取消的重要成绩包括：2001年环西自行车赛总成绩第3名，2005年环德自行车赛总冠军，2006年环多菲内自行车赛总冠军，2007年环法自行车赛总成绩第3名。
他仍保留的重要成绩包括：2008年北京奥运会男子公路个人计时赛铜牌，2008年环西自行车赛总成绩第2名，2007—2009年环加州自行车赛总冠军，2011年环瑞士自行车赛总冠军。